# Batalla de Vicenza
La batalla de Vicenza fou un xoc armat que es va produir a la vora de la ciutat de Vicenza el 7 d'octubre de 1513 durant la Lliga de Cambrai entre les forces catalano-aragoneses dirigides per Ramon Folc de Cardona-Anglesola i les tropes venecianes dirigides per Bartolomeo di Albiano. Els venecians es volien revenjar de l'atac català a Venècia unes setmanes abans però foren completaments derrotats, i en les següents setmanes els seus aliats francesos van haver-se de retirar cap al nord d'Itàlia.